# Việt Nam
Việt Nam, quốc hiệu đầy đủ là Cộng hòa xã hội chủ nghĩa Việt Nam, là một quốc gia nằm ở cực Đông của bán đảo Đông Dương thuộc khu vực Đông Nam Á, giáp với Lào, Campuchia, Trung Quốc, biển Đông và vịnh Thái Lan.
Lãnh thổ Việt Nam xuất hiện con người sinh sống từ thời đại đồ đá cũ, khởi đầu với các nhà nước Văn Lang, Âu Lạc. Âu Lạc bị nhà Triệu ở phương Bắc thôn tính vào đầu thế kỷ thứ 2 TCN sau đó là thời kỳ Bắc thuộc kéo dài hơn một thiên niên kỷ. Chế độ quân chủ độc lập được tái lập sau chiến thắng của Ngô Quyền trước nhà Nam Hán, mở đường cho các triều đại độc lập kế tục, nhiều lần chiến thắng trước các cuộc chiến tranh xâm lược từ phương Bắc đồng thời dần mở rộng về phía nam. Thời kỳ Bắc thuộc cuối cùng kết thúc sau chiến thắng trước nhà Minh của nghĩa quân Lam Sơn.
Đến thời cận đại, Việt Nam lần lượt trải qua các giai đoạn Pháp thuộc và Nhật thuộc. Sau khi đánh bại và buộc Nhật Bản đầu hàng, khối Đồng Minh tạo điều kiện cho Pháp thu hồi Liên bang Đông Dương. Kết thúc Thế chiến II, Việt Nam chịu sự can thiệp của các nước Đồng Minh bao gồm Anh, Pháp (miền Nam), Trung Hoa Dân Quốc (miền Bắc). Nhà nước Việt Nam Dân chủ Cộng hòa do Việt Minh lãnh đạo ra đời khi Hồ Chí Minh tuyên bố độc lập vào ngày 2 tháng 9 năm 1945 sau thành công của Cách mạng Tháng Tám và chiến thắng Liên hiệp Pháp cùng Quốc gia Việt Nam do Pháp hậu thuẫn trong chiến tranh Đông Dương lần thứ nhất. Sự kiện này dẫn tới Hiệp định Genève (1954) được ký kết và Việt Nam bị chia cắt thành hai vùng tập kết quân sự, lấy ranh giới là vĩ tuyến 17. Việt Nam Dân chủ Cộng hòa kiểm soát phần phía bắc còn phía nam do Việt Nam Cộng hòa (nhà nước kế tục Quốc gia Việt Nam) kiểm soát và được Hoa Kỳ hậu thuẫn. Xung đột về thống nhất lãnh thổ đã dẫn tới chiến tranh Việt Nam với sự can thiệp của nhiều nước và kết thúc với chiến thắng của Việt Nam Dân chủ Cộng hòa, Mặt trận Dân tộc Giải phóng miền Nam Việt Nam cùng sự sụp đổ của Việt Nam Cộng hòa vào năm 1975. Chủ quyền phần phía Nam được chính quyền Cộng hòa miền Nam Việt Nam (do Mặt trận Dân tộc Giải phóng miền Nam Việt Nam thành lập) giành quyền kiểm soát. Năm 1976, Việt Nam Dân chủ Cộng hòa và Cộng hòa miền Nam Việt Nam thống nhất thành Cộng hòa xã hội chủ nghĩa Việt Nam.
Sau khi tái thống nhất, Việt Nam tiếp tục gặp khó khăn do sự sụp đổ và tan rã của đồng minh Liên Xô cùng Khối phía Đông, các lệnh cấm vận của Hoa Kỳ, chiến tranh Đông Dương lần ba và hậu quả của chính sách bao cấp sau nhiều năm áp dụng. Năm 1986, Đảng Cộng sản Việt Nam ban hành cải cách đổi mới, xây dựng kinh tế thị trường và hội nhập sâu rộng. Cải cách kinh tế cùng quy mô dân số lớn đưa Việt Nam trở thành một trong những nước đang phát triển có tốc độ tăng trưởng thuộc nhóm nhanh nhất thế giới, được coi là Hổ mới châu Á dù cho vẫn gặp phải những thách thức như tham nhũng và phúc lợi xã hội chưa đầy đủ. Ngoài ra, giới bất đồng chính kiến và các tổ chức theo dõi nhân quyền có quan điểm chỉ trích hồ sơ nhân quyền của Việt Nam liên quan đến các vấn đề tôn giáo, kiểm duyệt truyền thông và tự do dân sự.

## Lịch sử

Sự thay đổi lãnh thổ của Việt Nam từ thời kỳ nhà Lý (1009) cho đến hết nhà Nguyễn (1945) cùng với công cuộc Nam tiến (1069–1757)

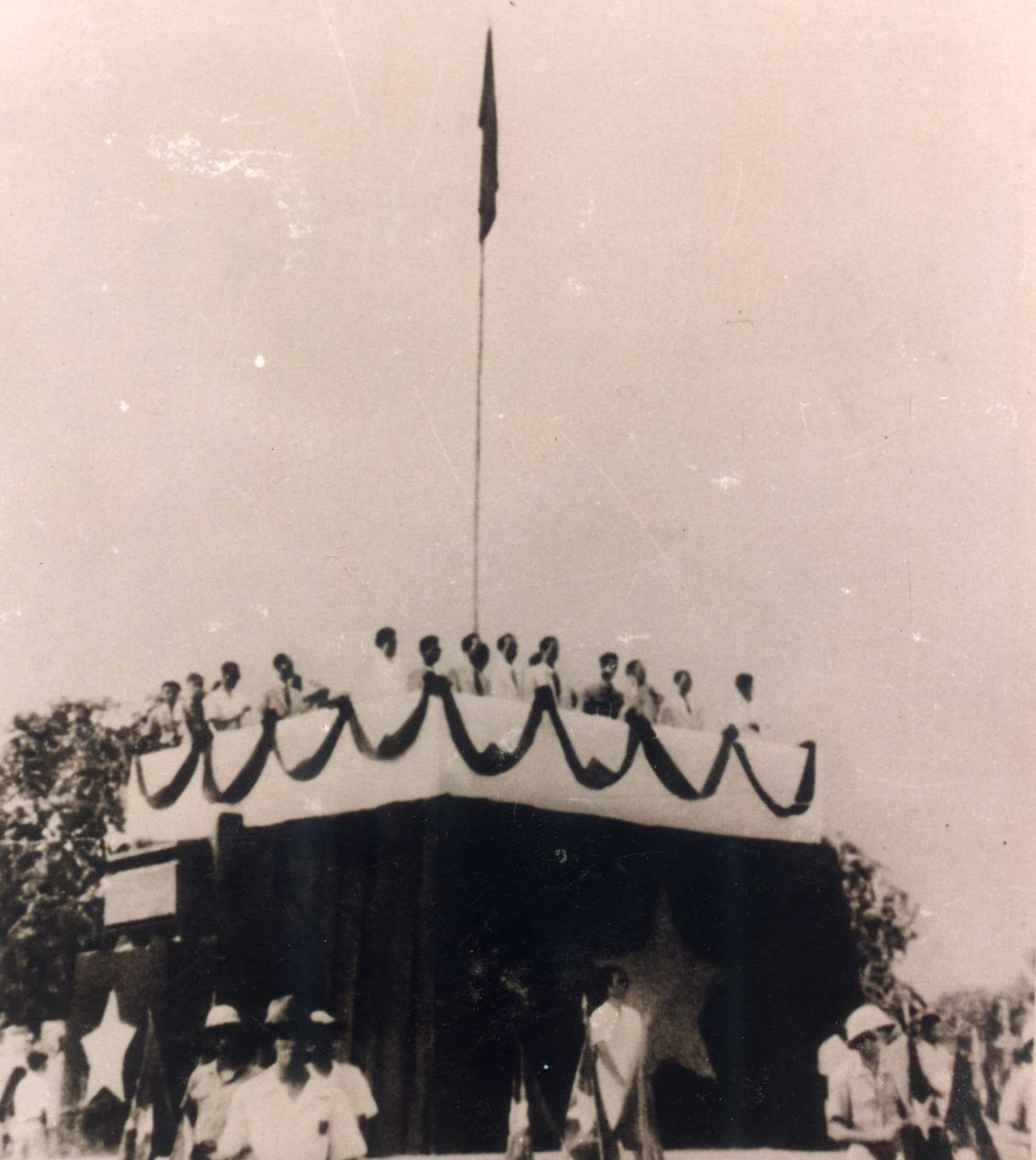
Lễ tuyên bố thành lập Nhà nước Việt Nam Dân chủ Cộng hòa tại quảng trường Ba Đình (1945)

## Địa lý

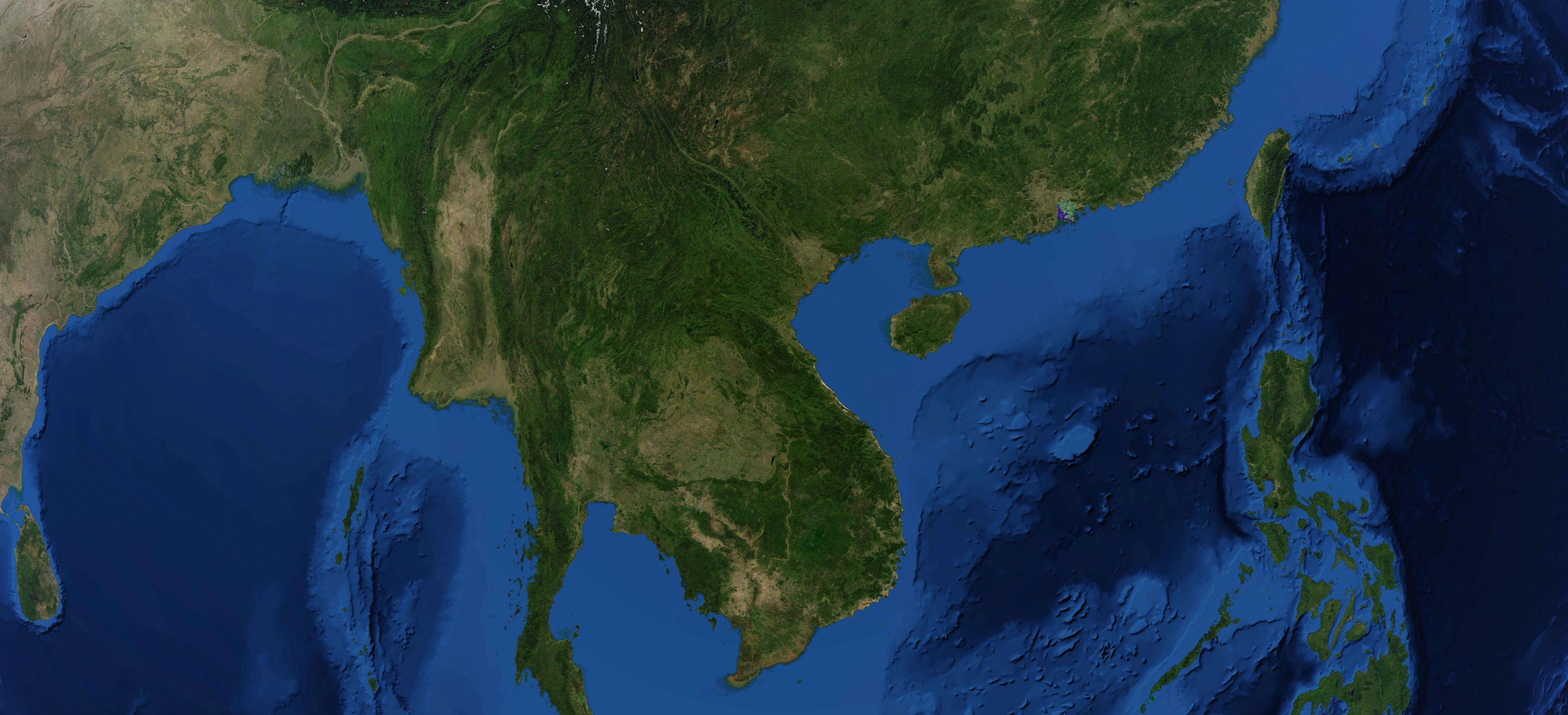
Lãnh thổ Việt Nam trong khu vực nhìn từ vệ tinh

### Khí hậu

Bản đồ phân loại khí hậu Köppen của Việt Nam

### Sinh thái

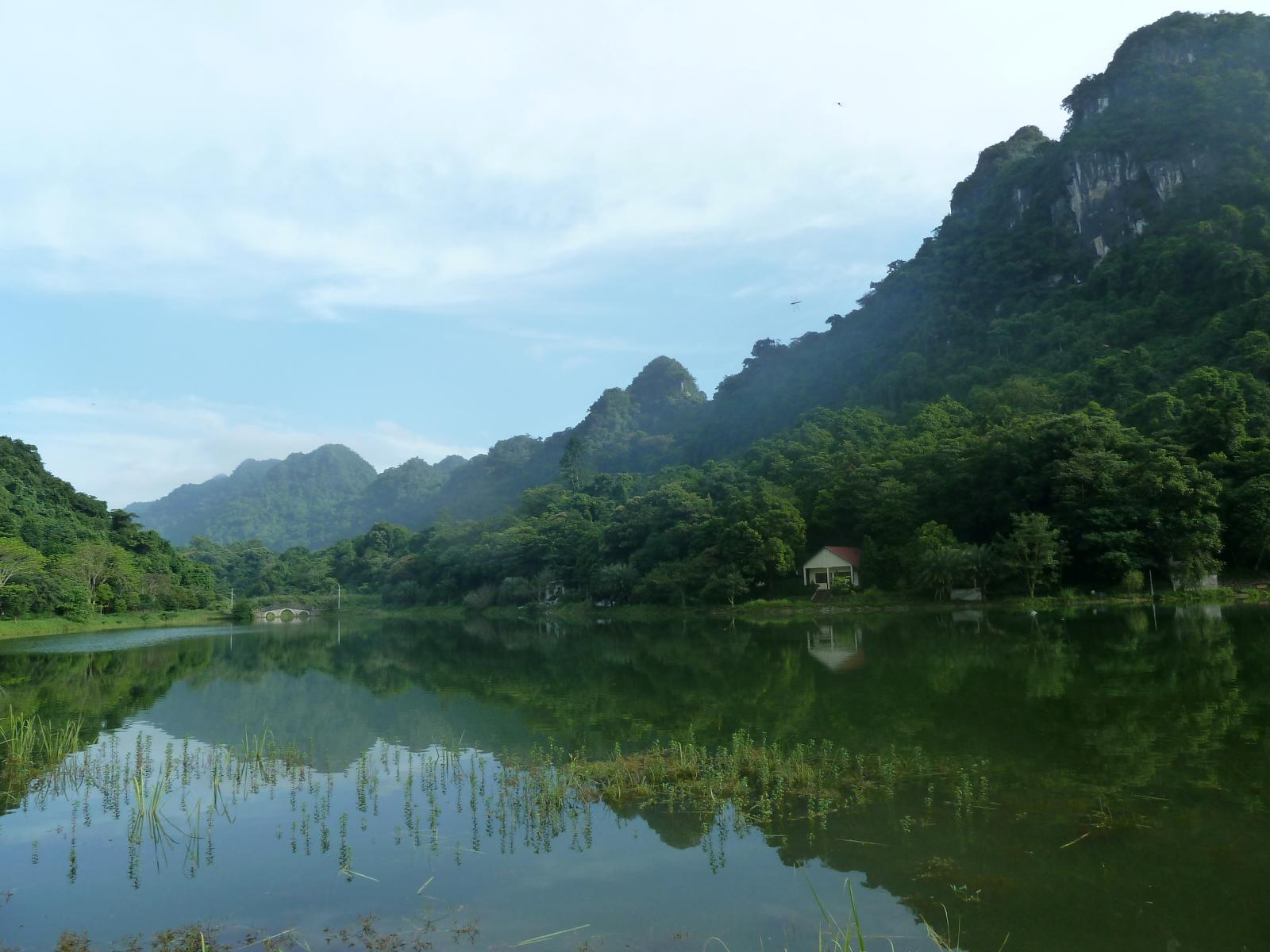
Một góc Vườn quốc gia Cúc Phương

## Chính trị

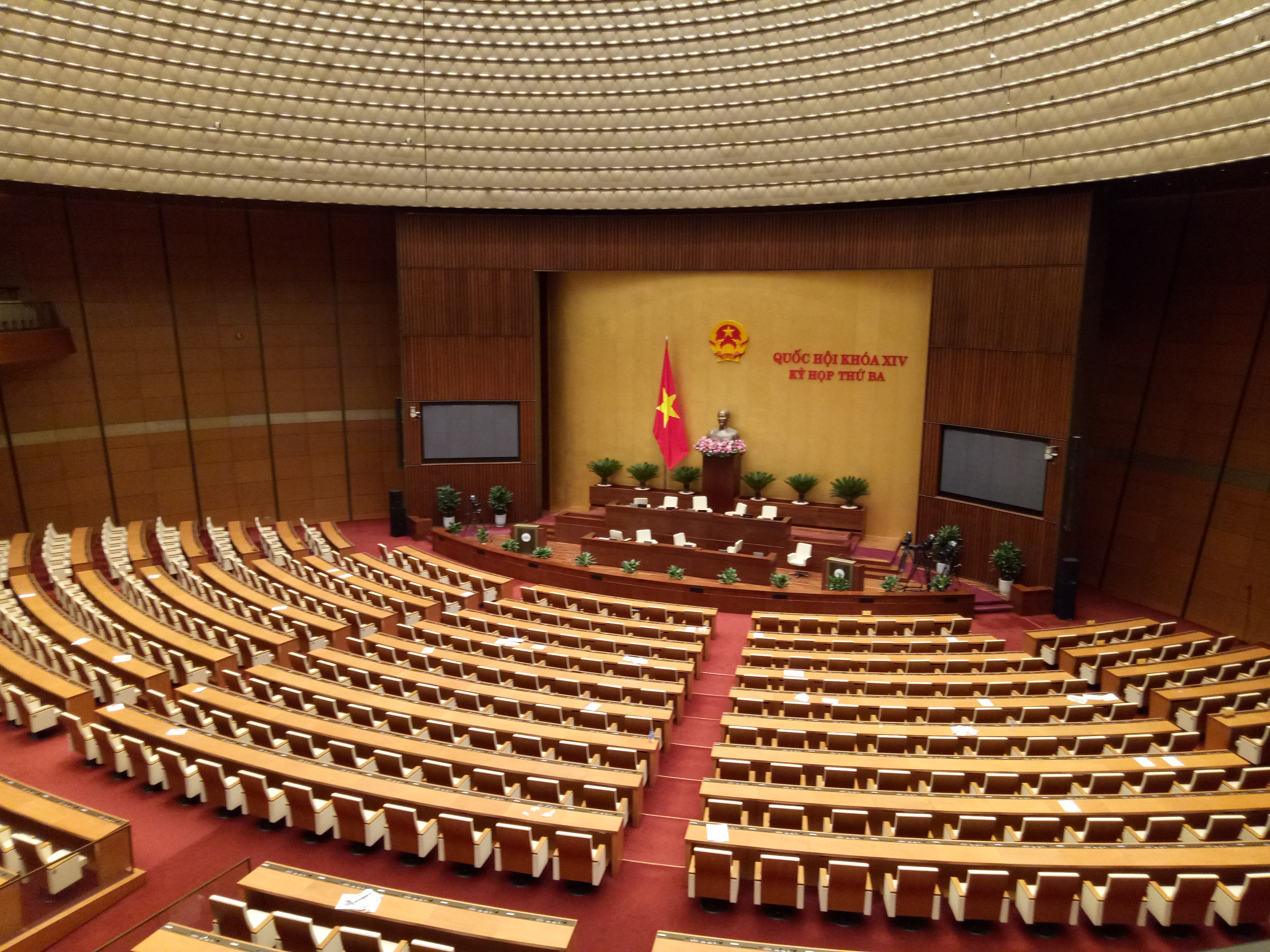
Hội trường Diên Hồng bên trong Toà nhà Quốc hội Việt Nam

### Quân sự

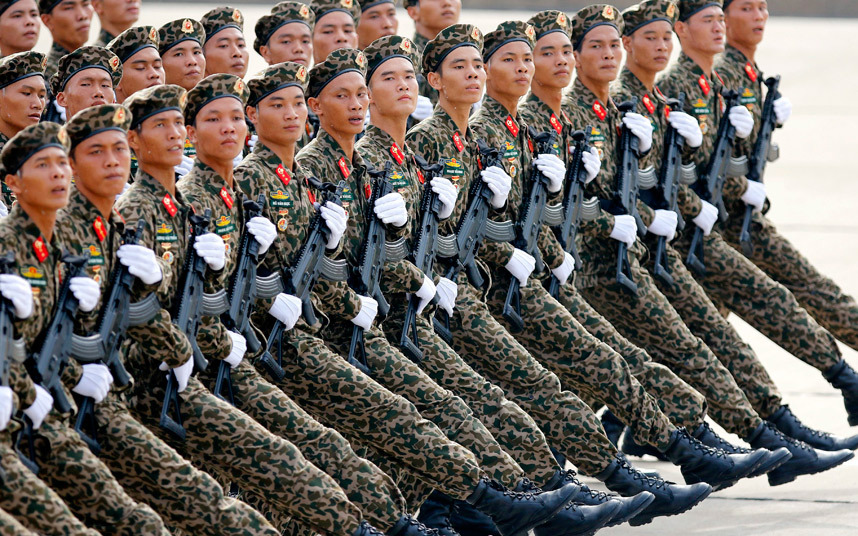
Quân đội nhân dân Việt Nam duyệt binh

### Ngoại giao

Quan hệ ngoại giao của Việt Nam
Việt Nam
Quan hệ ngoại giao chính thức
Quan hệ ngoại giao không chính thức
Không có quan hệ ngoại giao

### Phân cấp hành chính

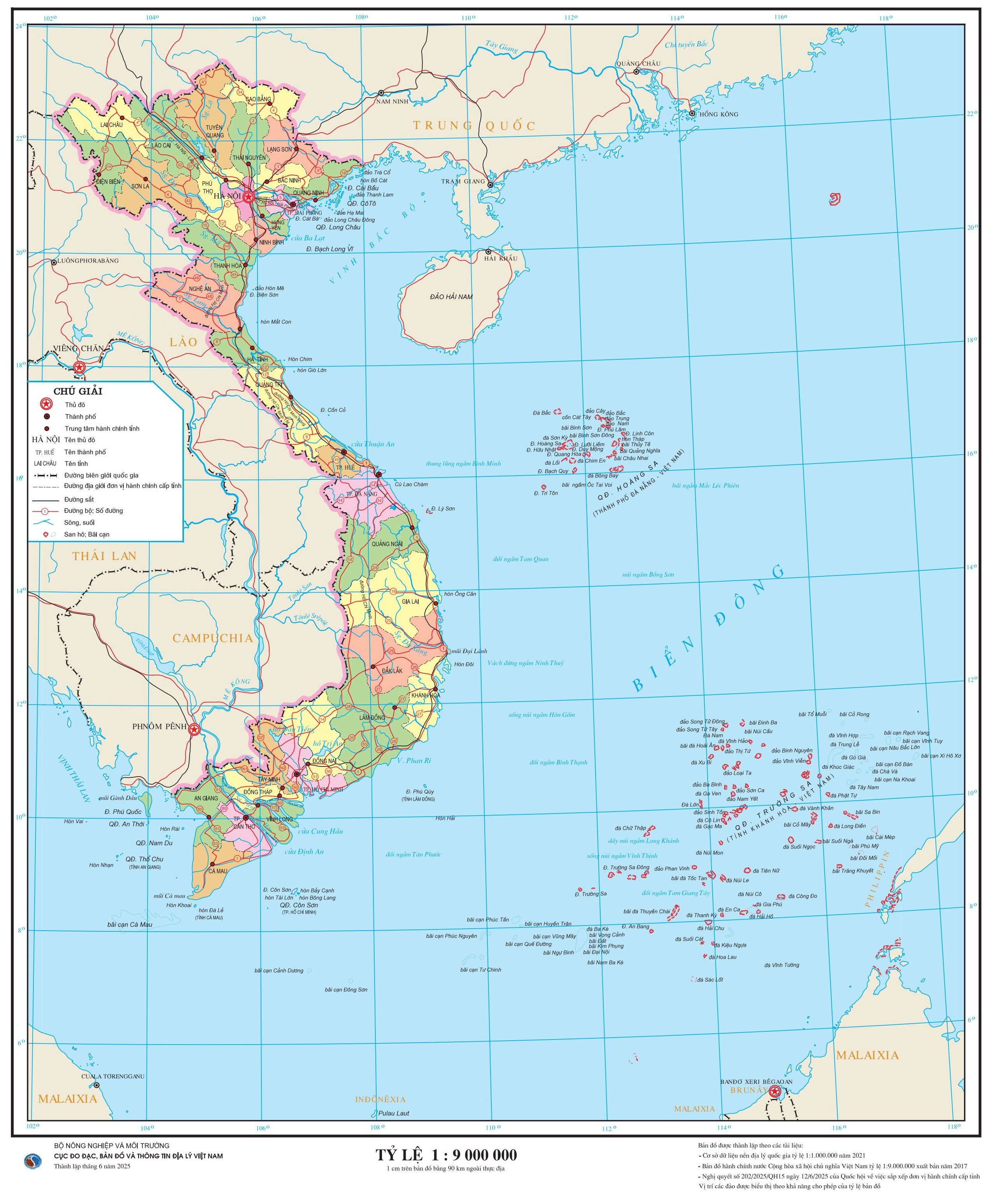
Phân cấp hành chính năm 2025 của Việt Nam

## Kinh tế

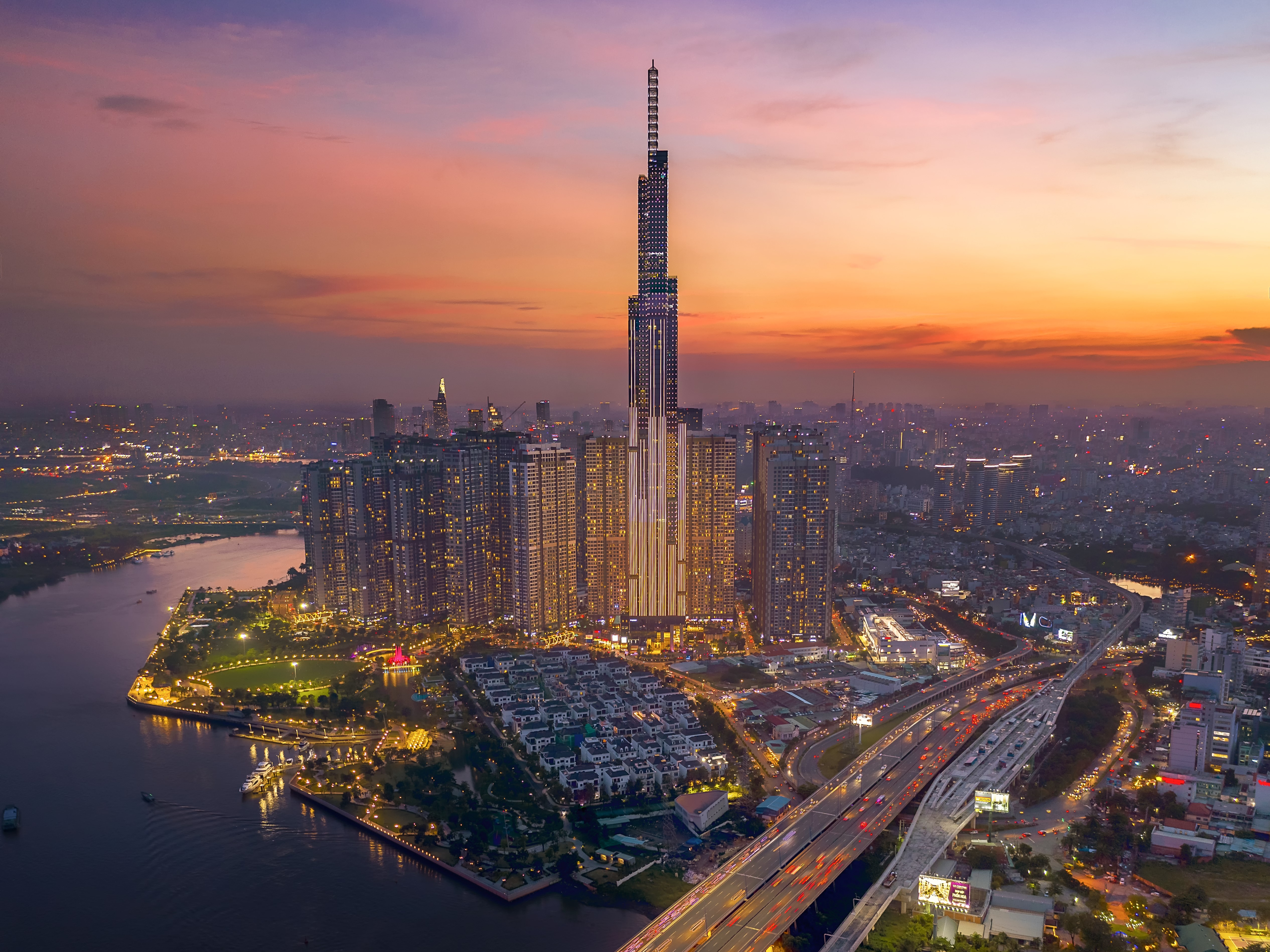
Một góc của Thành phố Hồ Chí Minh - Trung tâm kinh tế lớn nhất Việt Nam

## Tên gọi